# فيليبي سوزا
فيليبي سوزا هو لاعب كرة قدم برتغالي، ولد في 1 سبتمبر 1991. لعب مع نادي ديبورتيفو داس أيفيس.

## وصلات خارجية
- فيليبي سوزا على موقع قاعدة بيانات كرة القدم.إي يو (الإنجليزية)
- فيليبي سوزا على موقع Soccerway.com (الإنجليزية)